# Corinth Morter Lewis
Corinth Irene Morter-Lewis es una educadora y poeta beliceña. Se ha desempeñado como Presidenta de la Universidad de Belice y de la Junta de Gobierno del Instituto Internacional de la UNESCO para la Educación Superior en América Latina y el Caribe. 

## Biografía
Morter nació en ciudad de Belice, Honduras Británica, y recibió su educación primaria en la escuela Ebenezer. Comenzó su carrera como asistente administrativa para el Gobierno de Belice y luego estudió para ser maestra. Completó sus estudios universitarios en la Universidad de New Brunswick en Canadá y se graduó en 1980 con una maestría de la Ball State University en Muncie, Indiana. Luego realizó un doctorado en la Universidad de Alberta, donde obtuvo su doctorado en Psicología de la Educación. Comenzó a enseñar en la Belize Technical High School, que más tarde se convirtió en Colegio Técnico de Belice, donde posteriormente se convirtió en jefa de departamento y subdirectora.
Se desempeñó como presidenta en funciones de la Universidad de Belice entre 2010 y 2011, habiendo sido su presidenta anteriormente desde enero de 2003 hasta junio de 2007. En 2008, comenzó a trabajar como Presidenta de la Junta de Gobierno del Instituto Internacional de la UNESCO para la Educación Superior en América Latina y el Caribe, habiendo sido anteriormente vicepresidenta.

## Obras seleccionadas
- Morter-Lewis, Corinth (2001). Fathers of Belize. National Library Service. ISBN 978-976-8111-72-2.
- Morter-Lewis, Corinth (2002). «Moments in time».  En Wilentz, Gay Alden; Abraham, Iris, eds. Memories, Dreams and Nightmares: A Short Story Anthology by Belizean Women Writers. Cubola Productions. ISBN 978-976-8161-03-1.
- Morter-Lewis, Corinth (2004). Heritage: A Poem Read at the First Belize Black Summit, de septiembre de 13-15, 2003 at the Biltmore Plaza Hotel, Belize City, Belize. University of Belize Press. ISBN 978-976-8111-89-0.
- Morter-Lewis, Corinth (2013). Moments in Time (two volumes). BRC Printing Ltd. ISBN 978-976-9-53581-7.[11]